# Gynothemis aurea
Gynothemis aurea is een libellensoort uit de familie van de korenbouten (Libellulidae), onderorde echte libellen (Anisoptera).
De wetenschappelijke naam Gynothemis aurea is voor het eerst geldig gepubliceerd in 1933 door Navás.